# Moritz Mittendorfer
Moritz Mittendorfer (* 21. Oktober 1996 in Feldbach) ist ein österreichischer Handballspieler.

## Karriere

### Im Verein
Moritz Mittendorfer spielte bis 2023 für die SG Handball Westwien. Mit Westwien wurde er 2023 österreichischer Meister. Nachdem Westwien sich aus dem Profihandball zurückgezogen hatte, wechselte er 2023 zum UHK Krems. 2024/25 feierte Mittendorfer, mit Krems, seinen zweiten Meistertitel.

### In Auswahlmannschaften
Er gab sein Debüt für die österreichische Nationalmannschaft im März 2022 gegen Estland, bei welchem er 6 Tore erzielte. Er stand im Kader für die Europameisterschaft 2024 und belegte mit Österreich den 8. Platz.

## Erfolge
- SG Handball Westwien
  - 1× Österreichischer Meister 2022/23
- UHK Krems
  - 1× Österreichischer Meister 2024/25